# Stahlberg
Die Ortsgemeinde Stahlberg liegt im Donnersbergkreis in Rheinland-Pfalz. Sie gehört der Verbandsgemeinde Nordpfälzer Land an, innerhalb derer sie gemessen an der Fläche die viertkleinste und gemessen an der Einwohnerzahl die achtkleinste Ortsgemeinde darstellt.

## Geographie

### Lage
Der Ort liegt im Nordpfälzer Bergland nordwestlich des Donnersbergs zwischen Kaiserslautern und Bad Kreuznach. 73 Prozent der Gemarkungsfläche sind bewaldet. Der 488,6 Meter hohe namensgebende Berg befindet sich im südlichen Gemeindegebiet an der Gemarkungsgrenze zu Katzenbach. Zur Gemeinde gehört zusätzlich der Wohnplatz Forsthaus Stahlberg. Nachbargemeinden sind – im Uhrzeigersinn – Bayerfeld-Steckweiler, Dielkirchen, Katzenbach, Ransweiler und Schiersfeld.

### Geologie
Auf dem Gemeindegebiet kommt der Moschellandsbergit vor.

## Geschichte
Von 1782 bis Ende des 18. Jahrhunderts gehörte Stahlberg zum vorderösterreichischen Oberamt Winnweiler.
Nach der Französischen Revolution, als die Pfalz Teil der Französischen Republik (bis 1804) und anschließend Teil des Napoleonischen Kaiserreichs war, war die Gemeinde in den Kanton Rockenhausen und in das Département Donnersberg eingegliedert. Infolge des Wiener Kongresses gehörte der Ort 1815 zunächst erneut zu Österreich. Ein Jahr später wurde er Bayern zugeschlagen. Von 1818 bis 1862 war Stahlberg Bestandteil des Landkommissariat Kirchheim, das anschließend in ein Bezirksamt umgewandelt wurde. Am 1. Dezember 1900 wechselte die Gemeinde in das neu geschaffene Bezirksamt Rockenhausen
Ab 1939 war der Ort Bestandteil des Landkreises Rockenhausen. Nach dem Zweiten Weltkrieg war Stahlberg Teil der französischen Besatzungszone und wurde in das 1946 neu gebildete Land Rheinland-Pfalz eingegliedert. Im Zuge der ersten rheinland-pfälzischen Verwaltungsreform wechselte die Gemeinde in den neu geschaffenen Donnersbergkreis. 1972 wurde sie der neu gebildeten Verbandsgemeinde Rockenhausen zugeschlagen. Seit 2020 ist Stahlberg Bestandteil der Verbandsgemeinde Nordpfälzer Land.

## Politik

### Ortsbürgermeister
Ortsbürgermeister ist Bernd Wirth. Er ist der Nachfolger von Karlheinz Fisch.

### Wappen
| Wappen von Stahlberg | Blasonierung: „In Silber drei natürliche grüne Bergspitzen; rechts überhöht von einem schwebenden blauen Elementsymbol für Quecksilber, links überhöht von schwebenden gekreuzten schwarzen Schlägel und Eisen.“ |
| Wappen von Stahlberg | |

## Kulturdenkmäler

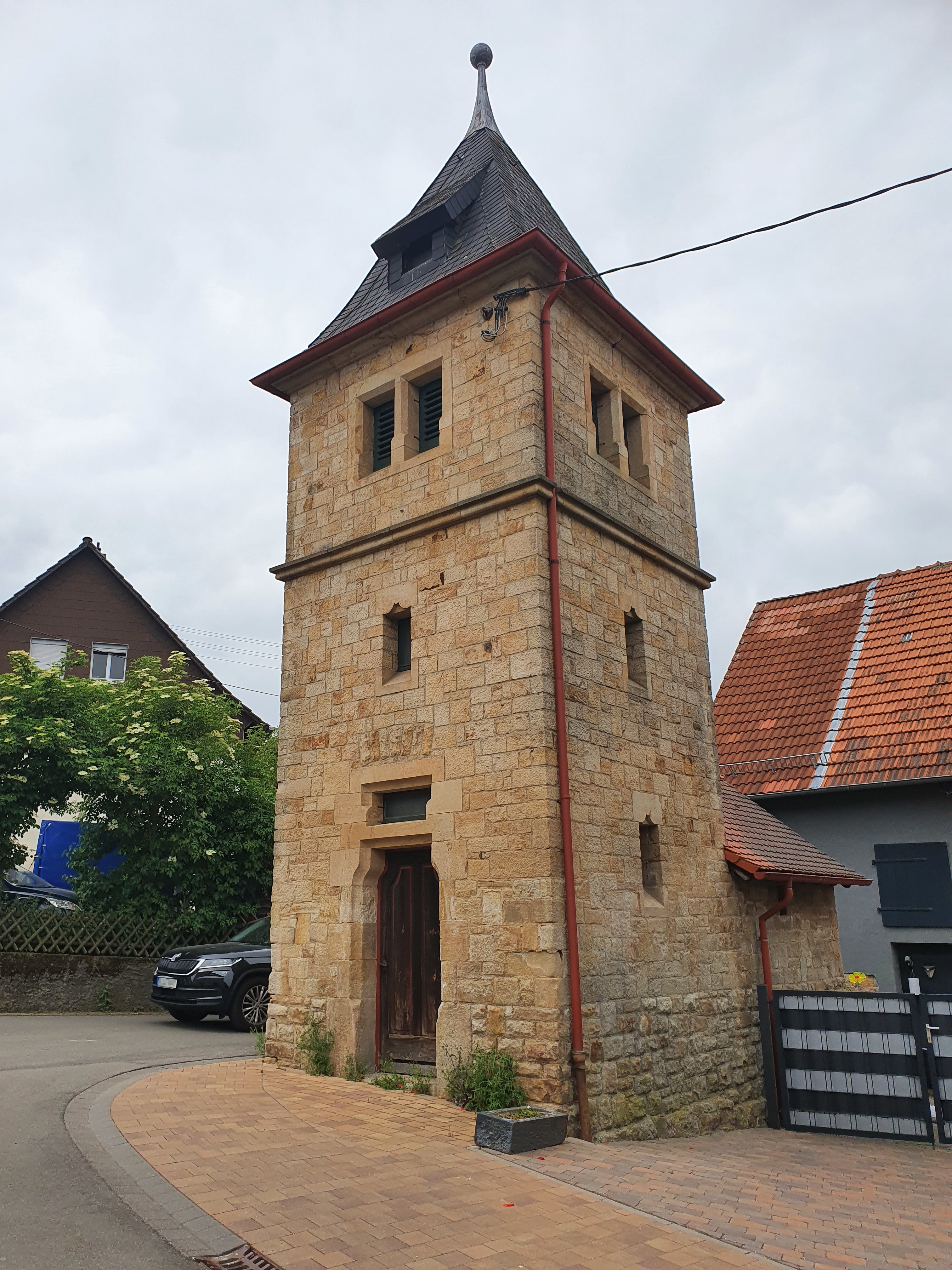
Denkmalgeschützter Glockenturm

Vor Ort existieren zwei Objekte, die unter Denkmalschutz stehen, darunter der Langenstein.

## Wirtschaft und Infrastruktur

### Wirtschaft
1390 schürfte der Graf von Veldenz bereits am Stahlberg nach Silber, das bereits seit Ende des vorigen Jahrhunderts dort abgebaut wurde. Die Gruben erstreckten sich über das gesamte Gemeindegebiet.

### Verkehr
Die Landesstraße 385 streift den äußersten Norden der Gemeindegemarkung. Die von dieser abzweigende Kreisstraße 14 bindet das Siedlungsgebiet an das Straßennetz an. Östlich von Stahlberg verläuft die Bundesstraße 48. Über die A 63 im Südosten besteht Anschluss an den Fernverkehr.
Der Nahverkehr war ab 2000 im Westpfalz-Verkehrsverbund (WVV) organisiert, der seit Sommer 2006 vollständig in den Verkehrsverbund Rhein-Neckar (VRN) integriert ist. In Rockenhausen befindet sich ein Bahnhof der Alsenztalbahn. Zu diesem führt von Stahlberg aus die von Behles Bus betriebene Buslinie 913, die in nördlicher Richtung bis nach Schiersfeld verläuft.

### Tourismus
Durch Stahlberg verlaufen der Pfälzer Höhenweg und der mit einem weißen Kreuz markierte Fernwanderweg Nahegau-Wasgau-Vogesen.

## Persönlichkeiten
- Johann Gottfried Steinhäuser (1768–1825), Physiker, Mathematiker, Montanist und Jurist, besuchte gegen Ende des 18. Jahrhunderts die örtlichen Quecksilbergruben